# Шандра разнозубая
Шандра разнозубая (лат. Marrubium alternidens) — многолетнее растение, вид рода Шандра (Marrubium) семейства Яснотковые (Lamiaceae).

## Распространение и экология
Встречается на всей территории Европы, в Северной Африке, Западной и Средней Азии, Пакистане и на западе Китае.
Растёт на каменистых обнажениях, как сорняк на полях у дорог.

## Ботаническое описание
Стебли высотой 30—100 см, прямостоящие, в верхней части ветвистые, грубые.
Нижние листья эллиптические или округлые, длиной до 5 см, шириной до 4 см, крупно округло-городчатые, к верхушке выгрызенно-городчатые; верхние — схожие с нижними, но меньших размеров, сверху светло-зелёные, слегка морщинистые, снизу серые.
Соцветие длинное, из 12—15 многоцветковых ложных мутовок; прицветники шиловидно-щетинистые, равне трубке чашечки или немного длиннее её; чашечка с десятью неодинаковыми зубцами; венчик светло-жёлтый или бледно-розовый, превышающий чашечку в полтора раза.
Орешек — обратнояйцевидный, гладкие, тупо трёхгранные, тёмно-бурый.
Цветёт в июне — августе. Плоды созревают в июле — сентябре.

## Классификация
Вид Шандра разнозубая входит в род Шандра (Marrubium) подсемейства Яснотковые (Nepetoideae) семейства Яснотковые (Lamiaceae) порядка Ясноткоцветные (Lamiales).
|  |                                      |  |                                                             |                                                             |                      |  | ещё 21 семейство (согласно Системе APG II) | ещё 21 семейство (согласно Системе APG II)  |                                             |  |  |  | ещё более 50 родов | ещё более 50 родов    |  |  |
|  |                                      |  |                                                             |                                                             |                      |  | ещё 21 семейство (согласно Системе APG II) | ещё 21 семейство (согласно Системе APG II)  |                                             |  |  |  | ещё более 50 родов | ещё более 50 родов    |  |  |
|  |                                      |  |                                                             | порядок Ясноткоцветные                                      |                      |  |                                            |                                             | подсемейство Яснотковые                     |  |  |  |                    | вид Шандра разнозубая |  |  |
|  |                                      |  |                                                             | порядок Ясноткоцветные                                      |                      |  |                                            |                                             | подсемейство Яснотковые                     |  |  |  |                    | вид Шандра разнозубая |  |  |
|  | отдел Цветковые, или Покрытосеменные |  |                                                             |                                                             | семейство Яснотковые |  |                                            |                                             | род Шандра                                  |  |  |  |                    |                       |  |  |
|  | отдел Цветковые, или Покрытосеменные |  |                                                             |                                                             |                      |  |                                            |                                             |                                             |  |  |  |                    |                       |  |  |
|  |                                      |  | ещё 44 порядка цветковых растений (согласно Системе APG II) | ещё 44 порядка цветковых растений (согласно Системе APG II) |                      |  |                                            | ещё 7 подсемейств (согласно Системе APG II) | ещё 7 подсемейств (согласно Системе APG II) |  |  |  | ещё около 40 видов |                       |  |  |
|  |                                      |  |                                                             | ещё 44 порядка цветковых растений (согласно Системе APG II) |                      |  |                                            |                                             | ещё 7 подсемейств (согласно Системе APG II) |  |  |  |                    |                       |  |  |